# Kate Saunders (Schriftstellerin)
Kate Saunders (* 4. Mai 1960 in London; † 21. April 2023) war eine britische Schriftstellerin, Schauspielerin und Journalistin.

## Leben
Ihre Mutter Betty, geborene Smith (1928–1997), war Journalistin und schrieb unter anderem für den Daily Mirror und die Church Times, ihr Vater Basil (1925–1998) studierte an der Oxford University und war in der PR-Branche tätig, unter anderem für General Electric und die Wellcome Foundation. Nach der Heirat 1957 bekam das Paar vier Töchter und zwei Söhne. Kate war das zweite dieser sechs Geschwister.
Sie besuchte in London die Camden School for Girls und wurde am Anna Scher Theatre ausgebildet. Sie arbeitete zunächst als Schauspielerin, unter anderem ab 1987 am Royal National Theatre, verlegte sich aber zunehmend auf das Schreiben. Sie wirkte in zahlreichen TV-Serien mit, unter anderem 1982 in Only Fools and Horses. Zusammen mit Peter Stanford moderierte sie 1992 im Channel 4 die Miniserie Catholics and Sex, die auf ihrem gleichnamigen Buch beruhte. Daneben hatte sie Auftritte in Formaten von BBC Radio 4, wie Woman's Hour, Start the Week und Kaleidoscope.
In Folge verfasste sie zahlreiche Bücher und arbeitete als Journalistin und Rezensentin für Zeitungen und Magazine in England, wie etwa The Sunday Times, Sunday Express, The Daily Telegraph und Cosmopolitan. 1994 wurde bei ihr Multiple Sklerose diagnostiziert.
Kate Saunders schrieb Romane und Kinderbücher, die der fantastischen Literatur zuzurechnen sind. Neben den Begebenheiten und Problemen der realen Alltagswelt wird ein fantastischer Handlungsstrang eingeführt. Ein Jahr nach dem Suizid ihres 19-jährigen Sohnes im Jahr 2012 begann sie mit dem Schreiben von Five Children on the Western Front, das zur Zeit des Ersten Weltkriegs spielt. Das Buch ist eine Fortführung von Five Children And It der Schriftstellerin Edith Nesbit, die das Buch ihrem Sohn Fabian widmete, der mit 15 Jahren starb.
Saunders wirkte als Jurorin bei der Vergabe des Man Booker Prize und 2007 des Baileys Women’s Prize for Fiction mit. Sie lebte in London.

## Auszeichnungen
- 2016: Nominierung für die Carnegie Medal mit Five Children on the Western Front
- 2015: Ulmer Unke für Die genial gefährliche Unsterblichkeitsschokolade
- 2014: Costa Book Award in der Sparte Kinderbuch für Five Children on the Western Front.[10] In der Begründung der Jury heißt es: „Diese zutiefst bewegende und magische Geschichte berührt die größten Themen - Liebe, Familie und Freundschaft - entgegen gestellt den Schrecken des Ersten Weltkriegs. Kate Saunders erstaunliche Leistung ist es, ein modernes Meisterwerk geschaffen zu haben, das den Geist eines geliebten Klassikers einfängt.“ („This profoundly moving and magical story tackles the biggest themes – love, family and friendship – set against the horrors of WWI. Kate Saunders’ astounding achievement is to have created a modern masterpiece that captures the spirit of a much-loved classic.“)[11]
- 1986: Betty Trask Award für The Prodigal Father

## Werk (Auswahl)
als Schriftstellerin
- Die Intrigen am King’s Theatre : Laetitia Rodd's dritter Fall (The mystery of the sorrowful maiden). Übersetzung: Annette Hahn. Fischer Taschenbuch, 2022, ISBN 978-3-596-70627-3
- Die Schatten von Freshley Wood: Laetitia Rodd's zweiter Fall (The Wandering Scholar). Übersetzung: Annette Hahn. Fischer Taschenbuch, 2020, ISBN 978-3-596-00061-6
- Lavendelblauer Sommer in der Provence (Crooked Castle). Übersetzung: Catrin Lucht. Fischer Taschenbuch, Frankfurt am Main, 2020, ISBN 978-3-5967-00127
- Das Geheimnis von Wishtide Manor: Laetitia Rodd's erster Fall (The Secrets of Wishtide). Übersetzung: Annette Hahn. Fischer Taschenbuch, 2017, ISBN 978-3-596-29742-9
- The Land of Neverendings. Faber & Faber, 2017, ISBN 978-0571310845
- Die genial gefährliche Zeitreiseschokolade (The curse of the chocolate phoenix). Fischer KJB, Frankfurt am Main, 2016, ISBN 978-3-7373-4031-1
- Die genial gefährliche Unsterblichkeitsschokolade (The whizz pop chocolate shop). Fischer KJB, Frankfurt am Main, 2015, ISBN 978-3-596-85657-2
- Five Children on the Western Front. Faber & Faber, 2014, ISBN 978-0571310951
- Ein Jahr an deiner Seite (Mariana). Übersetzung: Annette Hahn. Fischer Krüger, Frankfurt am Main, 2014, ISBN 978-3-8105-1942-9
- Flora Fox und das verflixte Vorgestern (Beswitched). Übersetzung: Annette Hahn. Fischer Taschenbuch, Frankfurt am Main, 2012, ISBN 978-3-596-85449-3
- Es klingt nach Liebe (Spring sonata). Übersetzung: Annette Hahn. Krüger, Frankfurt am Main, 2011, ISBN 978-3-8105-1936-8
- Liebe macht lustig (Crooked castle). Krüger, Frankfurt am Main, 2009, ISBN 978-3-8105-1935-1
- Es soll Liebe sein (Bachelor boys). Krüger, Frankfurt am Main,  2006, ISBN 978-3-8105-1930-6
- Liebe im Spiel (The marrying game). RM-Buch-und-Medien-Vertrieb, Rheda-Wiedenbrück, Gütersloh, 2006, ISBN 978-3-596-81048-2
- Der Wind der Zeit. Engelhorn, Stuttgart, 1997, ISBN 978-3-87203-238-6
- Die Hexen vom Glockenturm (The belfry witches). Beltz und Gelberg, Weinheim, Basel, Berlin 1994
- Zwischen Keuschheit und Fegefeuer : die Katholiken und der Sex (Catholics and Sex: From Purity to Perdition. William Heinemann, London, ISBN 0-434-67246-7). Zusammen mit Peter Stanford, München, Goldmann, 1994, ISBN 978-3-442-12529-6
- Night Shall Overtake Us. HarperCollins, 1989, ISBN 978-0002238625

als Schauspielerin (Auswahl)
- 1992: Catholics and Sex (Moderation)
- 1984: Just Good Friends, TV-Serie
- 1982: Only Fools and Horses, TV-Serie
- 1979: A Family Affair, TV-Serie
- 1978: Angels, TV-Serie
- 1975: You Must Be Joking!